# Hedychium poilanei
Hedychium poilanei là một loài thực vật có hoa trong họ Gừng. Loài này được K.Larsen mô tả khoa học đầu tiên năm 1965.